# مطار إيسنبوغا الدولي
مطار أنقرة إيسنبوغا الدولي (إياتا: ESB، إيكاو: LTAC)(بالتركية: Ankara Esenboğa Havalimanı) هو مطار دولي في العاصمة التركية أنقرة وهو المطار والمقر الرئيسي للخطوط الجوية التركية وتتعاون مع مطارات تركيا خاصة مطار أتاتورك الدولي. و يعتبر المطار مقرا لشركة الأناضول جت حيث أنها شركة فرعية محلية تابعة لشركة الخطوط الجوية التركية.

## شركات الطيران
| شركـات طيـران                    | الوجهات |
| -------------------------------- | --- |
| إيروفلوت                         | مطار شيريميتييفو الدولي |
| Air Premia                       | موسمي عارض: مطار إنتشون الدولي |
| طيران صربيا                      | مطار نيكولا تسلا في بلغراد |
| الأناضول جت                      | مطار أضنة شاكرباشا، مطار أديامان، مطار أغري، مطار ألماتي الدولي، مطار الملكة علياء الدولي، مطار سخيبول أمستردام، مطار أنطاليا، مطار آستانا الدولي، مطار بغداد الدولي، مطار حيدر علييف الدولي، مطار بطمان، مطار بيروت رفيق الحريري الدولي، مطار نيكولا تسلا في بلغراد، مطار برلين براندنبرغ، مطار بينكل، مطار مناس الدولي (تبدأ 2 يونيو 2023)، مطار ميلاس بودروم، Bursa، مطار جنق قلعة، Çorlu[بحاجة لمصدر]، مطار دالامان، مطار ديار بكر، Edremit، Elazığ، مطار إرجان الدولي، مطار أرزنجان، مطار أرضروم، مطار فرانكفورت، مطار غازي عنتاب الدولي، مطار غازي باشا، Hakkari، مطار هاتاي، مطار إغدير، مطار صبيحة كوكجن الدولي، مطار عدنان مندريس، مطار قهرمان مرعش، Kars، Kayseri، مطار بوريسبيل الدولي (متوقفة)، Malatya، مطار ماردين، مطار فنوكوفو الدولي، مطار موش، مطار أردو غيرسون، مطار باريس شارل ديغول، مطار ريزا-أرتوين، Samsun، Şanlıurfa، Siirt، مطار الشرناق، Tabriz، مطار طشقند الدولي، مطار الإمام الخميني الدولي، مطار توقاد، مطار طرابزون الدولي، Van، مطار فيينا الدولي موسمي: مطار بروكسل الدولي، مطار كولونيا بون الدولي، مطار دوسلدورف الدولي، مطار هامبورغ، مطار هانوفر لانغنهاغن، مطار ميونخ الدولي، مطار ستوكهولم أرلاندا، مطار شتوتغارت الدولي |
| الخطوط الجوية آتا                | مطار الإمام الخميني الدولي |
| الخطوط الجوية الأذربيجانية       | مطار حيدر علييف الدولي |
| خطوط بوتا الجوية                 | مطار حيدر علييف الدولي |
| Corendon Airlines                | موسمي: مطار كولونيا بون الدولي، مطار دوسلدورف الدولي، مطار نورمبرغ |
| FlyArystan                       | مطار آستانا الدولي |
| فلاي بغداد                       | مطار بغداد الدولي، مطار أربيل الدولي |
| فلاي دبي                         | مطار دبي الدولي |
| الخطوط الجوية العراقية           | مطار بغداد الدولي، مطار أربيل الدولي، مطار كركوك الدولي |
| كام إير                          | مطار كابل الدولي |
| ماهان إير                        | مطار الإمام الخميني الدولي |
| خطوط بيغاسوس                     | مطار ألماتي الدولي، مطار الملكة علياء الدولي، مطار أنطاليا، مطار ميلاس بودروم، مطار هنري كواندا الدولي، مطار كولونيا بون الدولي، Çorlu، مطار دبي الدولي، مطار دوسلدورف الدولي، مطار أربيل الدولي، مطار إرجان الدولي، مطار فرانكفورت، مطار هامبورغ، مطار صبيحة كوكجن الدولي، مطار عدنان مندريس، مطار لندن ستانستد، مطار الشارقة الدولي، مطار ستوكهولم أرلاندا، مطار شتوتغارت الدولي، مطار تبليسي الدولي، مطار الإمام الخميني الدولي، مطار فيينا الدولي موسمي: مطار برلين براندنبرغ، مطار دوموديدوفو الدولي، مطار وارسو فريدريك شوبان (تبدأ 4 يونيو 2023) |
| الخطوط الجوية القطرية            | مطار حمد الدولي |
| Qeshm Air                        | مطار الإمام الخميني الدولي |
| الخطوط السعودية                  | مطار الملك عبد العزيز الدولي، مطار الأمير محمد بن عبد العزيز الدولي |
| صن إكسبريس                       | مطار دوسلدورف الدولي، مطار فرانكفورت، مطار هانوفر لانغنهاغن، مطار ميونخ الدولي موسمي: مطار سخيبول أمستردام، مطار برلين براندنبرغ (تبدأ 14 يونيو 2023)، مطار بروكسل الدولي، مطار كولونيا بون الدولي، مطار كوبنهاغن، مطار هامبورغ (تستأنف 27 يونيو 2023)، مطار ستوكهولم أرلاندا (تبدأ 6 يونيو 2023)، مطار شتوتغارت الدولي، مطار تبليسي الدولي (تبدأ 5 يونيو 2023)، مطار فيينا الدولي، مطار زيورخ الدولي |
| ترانسافيا                        | مطار باريس أورلي |
| الخطوط الجوية التركية            | مطار إسطنبول الدولي موسمي: مطار فرانكفورت، مطار الملك عبد العزيز الدولي، مطار الأمير محمد بن عبد العزيز الدولي |
| الخطوط الجوية الدولية الأوكرانية | مطار بوريسبيل الدولي (متوقفة) |
| خطوط أور الجوية                  | مطار بغداد الدولي |
| ويز للطيران                      | مطار أبو ظبي الدولي |

## روابط خارجية
- Official website
- تاريخ الحوادث لـ (ESB) على شبكة سلامة الطيران.
- Airport information for LTAC at Great Circle Mapper.
- حالة الطقس في مطار إيسنبوغا الدولي.
- Airport information for LTAC at World Aero Data. Data current as of October 2006.